# Ai Maeda (doubleuse)
Pour les articles homonymes, voir Maeda.
Cet article concerne la doubleuse japonaise. Pour la chanteuse japonaise, voir Ai Maeda.
Ai Maeda (前田 愛, Maeda Ai), née le 19 avril 1975 à Kobe, est une doubleuse japonaise, employée de la société Aoni Production. Elle chante également sous le nom de scène de AiM, et est auteure-compositrice sous le nom de ai. Elle est mieux connue dans le monde anglophone pour avoir doublé et chanté dans la série télévisée Digimon. En 2013, elle épouse le doubleur Ryōtarō Okiayu (en).

## Discographie

### Singles
| Release Date       | Title                                           | c/w                                                                   | Notes                                                                                    | Catalogue No.: | Peak Chart Position |
| ------------------ | ----------------------------------------------- | --------------------------------------------------------------------- | ---------------------------------------------------------------------------------------- | -------------- | ------------------- |
| April 23, 1999     | I Wish                                          | Itsudemo Aeru Kara                                                    | Digimon Adventure - First Ending                                                         | NEDA-10002     | ---                 |
| June 25, 1999      | Ashita e no Jumon                               | Aozora no Yuku Kumo no you ni THE ETERNAL MIRACLE: Eien naru Kiseki   | Muhou - Ending Theme and Spectral Wars Aishiki Jaaku - Theme                             | NEDA-10003     | ---                 |
| August 6, 1999     | BREAK OUT!                                      | ---                                                                   | ---                                                                                      | NEDA-10007     | ---                 |
| October 8, 1999    | Keep On                                         | On the Hill: Kaze wo Kanjite                                          | Digimon Adventure - Second Ending                                                        | ---            | ---                 |
| October 8, 1999    | LIKE A CANDLE                                   | Fallin' Angel                                                         | Junjou de Karen Meimai Kishidan Spectral Wars Seishojo Gaiden - Theme                    | NEDA-10010     | ---                 |
| April 26, 2000     | Sakuhin No. 2 "Haru" Ichocho: Bokura no WarGame | Akiramenaide (lit. Don't Give Up)                                     | Digimon Adventure: Bokura no WarGame - Ending                                            | NEDA-10020     | 85                  |
| April 26, 2000     | Ashita wa Atashi no Kaze ga Fuku                | Now is the Time!                                                      | Digimon Adventure 02 - First Ending                                                      | NEDA-10022     | 50                  |
| July 5, 2000       | Stand by Me: Hito Natsu no Bouken               | Fired Out / Sun Goes Down                                             | Digimon Adventure 02: Hurrican Jouriku!! Chouzetsu Shinka!! Ougon no Digimental - Ending | NEDA-10024     | 90                  |
| October 25, 2000   | Itsumo Itsudemo                                 | Eien no Kagayaki                                                      | Digimon Adventure 02 - Second Ending                                                     | NECM-12001     | 93                  |
| February 21, 2001  | Friend: Itsumademo Wasurenai                    | Party                                                                 | Digimon Adventure 02: Diablomon no Gyakushu - Ending                                     | NECM-12003     | 94                  |
| April 25, 2001     | My Tomorrow                                     | Himawari (lit. Sunflower)                                             | Digimon Tamers - First Ending                                                            | NEDA-10028     | 70                  |
| May 23, 2001       | Go!Go!Ready?Go?!                                | Go!Go!Ready?Go?! (ParaPara Version) Go!Go!Ready?Go?! (Trance Version) | Ask Dr. Rin! - Opening Theme                                                             | NECM-12008     | ---                 |
| May 23, 2001       | Dareyori                                        | Kitto                                                                 | Ask Dr. Rin! - First Ending                                                              | NECM-12009     | ---                 |
| July 4, 2001       | Moving On!                                      | Fragile Heart                                                         | Digimon Tamers: Boukensha Tachi no Tatakai - Ending                                      | NECM-12010     | 95                  |
| October 10, 2001   | Days: Aijou to Nichijou                         | Let's Get Dream!                                                      | Digimon Tamers - Second Ending                                                           | NECM-12015     | 68                  |
| November 29, 2001  | Kimi no Mirai                                   | Never Be The Same                                                     | Ask Dr. Rin! - Second Ending                                                             | NECM-12020     | ---                 |
| March 6, 2002      | Yuhi no Yakusoku                                | My Place                                                              | Digimon Tamers: Bousou Digimon Tokkyu                                                    | NEDA-10024     | ---                 |
| November 22, 2002  | an Endless Tale                                 | Harukana Okurimono                                                    | Digimon Frontier - Second Ending Duet with Koji Wada                                     | NECM-12038     | ---                 |
| March 5, 2003      | my Light                                        | Friend: Itsumademo Wasurenai                                          | Theme of AiM no Igai to Iyashimasu!                                                      | NECM-10001     | 169                 |
| December 3, 2003   | Resolution                                      | Forever                                                               | F-Zero Falcon Densetsu - Insert & Ending Theme                                           | NECM-12064     | ---                 |
| November 25, 2015  | I Wish: Tri. Version                            | ---                                                                   | Digimon Adventure tri. - First Ending                                                    | NECM-10233     | 71                  |
| February 22, 2017  | Keep On: Tri. Version                           | Kimi no Hikari                                                        | Digimon Adventure tri. - Fourth Ending                                                   | NECM-13027     | 61                  |
| September 27, 2017 | Ai kotoba                                       | P T G                                                                 | Digimon Adventure tri. - Fifth Ending Duet with Ayumi Miyazaki                           | NECM-90015     | 16                  |
| November 15, 2018  | Lifelight                                       |                                                                       | Super Smash Bros. Ultimate - Opening Theme                                               | NECM-21004     | 12                  |

### Best Album
| Release Date   | Title  | Catalogue No.:                                 | Peak Chart Position |
| -------------- | ------ | ---------------------------------------------- | ------------------- |
| April 23, 2014 | Ichigo | Limited Ed.: NEZA-90010 Regular Ed. NECA-30307 | 284                 |
| April 23, 2014 | 15     | Limited Ed.: NEZA-90012 Regular Ed. NECA-30308 | 254                 |

## Doublage
- Mimi Tachikawa dans Digimon Adventure et Digimon Adventure 02
- Shion Uzuki dans Xenosaga et Namco × Capcom
- Poala dans Beet the Vandel Buster
- Oichi et Samurai Woman dans Samurai Warriors
- Megumi Oumi dans Konjiki no Gash Bell!! (Zatch Bell!)
- Emiru Nagakura dans Sentimental Graffiti (en)
- Range dans Spectral Force 2 ~Eien naru Kiseki~ OAV
- Marin dans Baby Felix
- Haruhi Nishimoto dans Tokimeki Memorial Girl's Side 2nd Kiss
- Karen Minazuki/Cure Aqua dans Yes! PreCure 5 and Yes! PreCure 5 GoGo!
- Kumiko Komori dans Kamisama Kazoku
- Nietzsche et Eudy dans Yggdra Union: We'll Never Fight Alone (version PSP)
- Yue/Aria dans Rune Factory 2
- Girls dans Real Sound: Kaze no Regret
- Chihiro Fushimi dans Shin Megami Tensei: Persona 4
- Yura Keikain dans Nurarihyon no Mago
- O-Ren Ishii dans Kill Bill: Volume 1 (séquence anime)
- Cortana dans Halo Legends (Odd One Out)
- Pretty Guardian Sailor Moon Crystal : Sailor Pluto